# À l'assaut du fort Texan
Pour plus de détails, voir Fiche technique et Distribution.
À l'assaut du fort Texan (Gli eroi di Fort Worth) est un western spaghetti hispano-italien réalisé par Alberto De Martino et sorti en 1965.

## Synopsis
Après la guerre de sécession, une bande de Sudistes, aidée d'une tribu indienne, tente de prendre d'assaut un poste de commandement de l'Union tout en essayant d'obtenir le soutien de l'empereur Maximilien.

## Fiche technique
- Titre français : À l'assaut du fort Texan ou Fort Texan[1]
- Titre original italien : Gli eroi di Fort Worth[2]
- Titre espagnol : El séptimo de caballería
- Réalisation : Alberto De Martino
- Scenario : Eduardo Manzanos Brochero
- Photographie :	Eloy Mella
- Montage : Giuliana Attenni
- Musique : Carlo Rustichelli (version italienne), Manuel Parada (version hispanique)
- Costumes : Maria Luisa Panaro
- Production : Emo Bistolfi, Eduardo Manzanos Brochero, Arturo Marcos
- Société de production : Cineproduzione Emo Bistolfi (Rome), Fénix Films (Madrid)
- Pays de production :  Italie -  Espagne
- Langue originale : Italien
- Format : Couleurs - 2,35:1 - Son mono - 35 mm
- Durée : 96 minutes
- Genre : Western spaghetti
- Dates de sortie :
  - Italie : janvier 1965
  - Espagne : 25 juillet 1966
  - France : 6 mars 1968[1]

## Distribution
- Edmund Purdom : Major Patterson, dit « Sugar »
- Ida Galli (sous le nom de « Priscilla Steele ») : Nelly Bonnet
- Mónica Randall (sous le nom d'« Aurora Julia ») : Amanda
- Umberto Raho : Colonel Maxwell
- Eduardo Fajardo : Colonel George Bonnet
- Isarco Ravaioli : Lieutenant Webb
- Rafael Albaicín : Cheval sauvage
- Tullio Altamura (en) : propriétaire de saloon
- Francesco Sormano : général du Nord
- Paul Piaget : Major Sam Allison